# 커프스

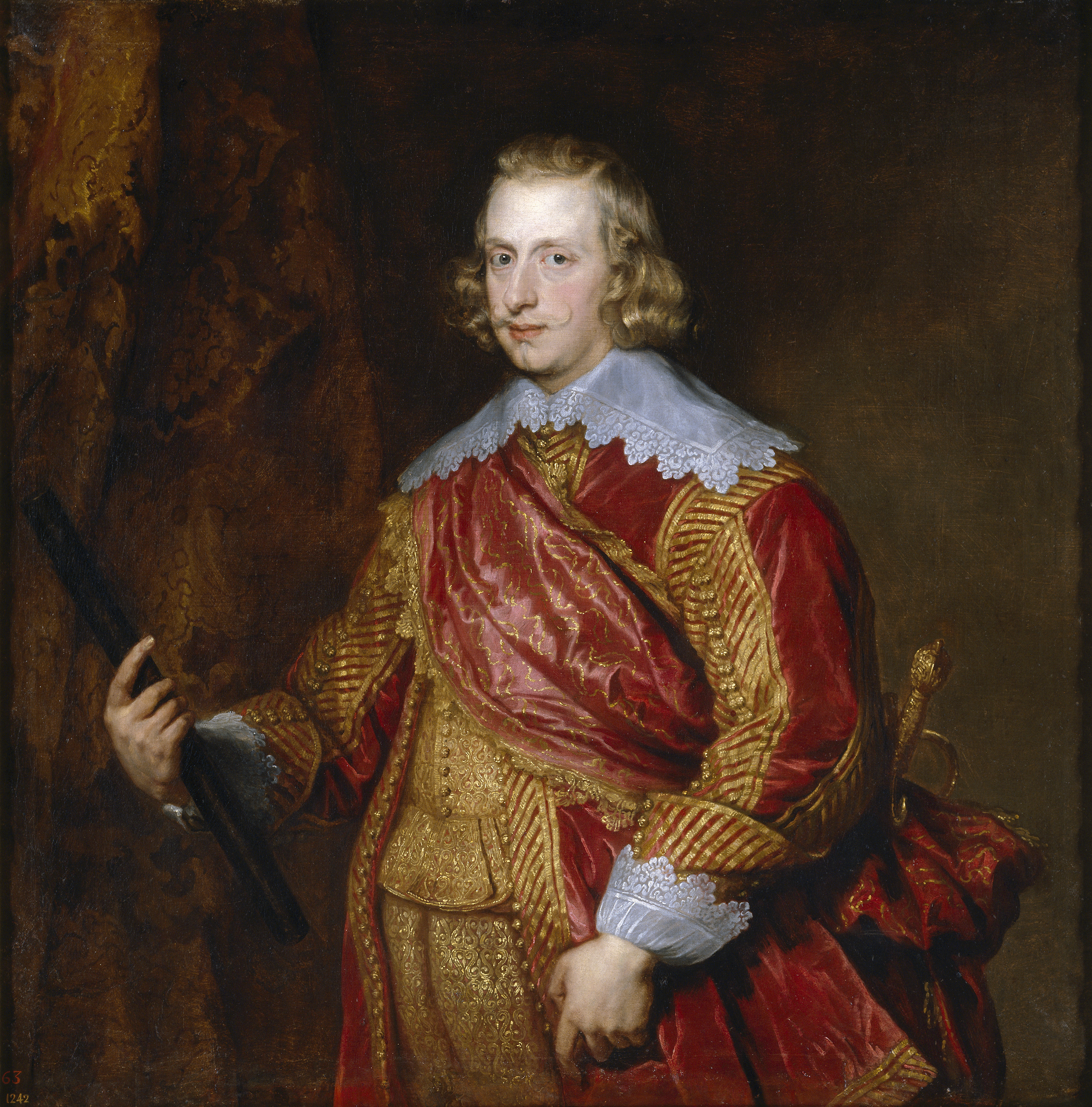
17세기 커프스.

커프스(cuffs)는 셔츠나 블라우스의 소매 끝에 다는 장식을 말한다. 옷의 분위기에 따라 여러 종류의 커프스가 있다. 커프스에 다는 단추는 커프스버튼 또는 소매단추라고 한다.

## 역사
15~18세기 동안 남성 커프스의 부자들은 보통 올이 가는 레이스로 장식하였다. 이러한 관습은 가톨릭의 교구 사제들도 행하였다.